# Дислокації гірських порід на околиці села Надрічне Бережанського району
«Дислокації гірських порід на околиці села Надрічне Бережанського району» — геологічна пам'ятка природи місцевого значення. Пам'ятка природи розташована на території села Надрічне Тернопільського району Тернопільської області, .
Площа — 0,2 га, статус отриманий у 2013 році.